# Zemeros strigatus
Zemeros strigatus är en fjärilsart som beskrevs av Arnold Pagenstecher 1896. Zemeros strigatus ingår i släktet Zemeros och familjen Riodinidae. Inga underarter finns listade i Catalogue of Life.